# Uganda a 2016. évi nyári olimpiai játékokon
Uganda a brazíliai Rio de Janeiróban megrendezett 2016. évi nyári olimpiai játékok egyik részt vevő nemzete volt. Az országot az olimpián 3 sportágban 21 sportoló képviselte, akik érmet nem szereztek.

## Atlétika
Férfi
| Versenyző         | Versenyszám    | Előfutam | Előfutam | Előfutam | Elődöntő | Elődöntő | Elődöntő | Döntő         | Döntő         |
| Versenyző         | Versenyszám    | Idő      | Hely.    | Össz.    | Idő      | Hely.    | Össz.    | Idő           | Helyezés      |
| ----------------- | -------------- | -------- | -------- | -------- | -------- | -------- | -------- | ------------- | ------------- |
| Ronald Musagala   | 1500 m         | 3:38,45  | 4.       | 4.       | 3:40,37  | 5.       | 12.      | 3:51,68       | 11.           |
| Jacob Kiplimo     | 5000 m         | 13:30,40 | 11.      | 26.      |          |          |          | kiesett       | kiesett       |
| Phillip Kipyeko   | 5000 m         | 13:24,66 | 11.      | 12.      |          |          |          | kiesett       | kiesett       |
| Joshua Cheptegei  | 5000 m         | 13:25,70 | 4.       | 16.      |          |          |          | 13:09,17      | 8.            |
| Joshua Cheptegei  | 10 000 m       |          |          |          |          |          |          | 27:10,06      | 6.            |
| Moses Kurong      | 10 000 m       |          |          |          |          |          |          | 28:03,38      | 22.           |
| Timothy Toroitich | 10 000 m       |          |          |          |          |          |          | 28:04,84      | 23.           |
| Jacob Araptany    | 3000 m akadály | 8:21,53  | 2.       | 2.       |          |          |          | nem ért célba | nem ért célba |
| Benjamin Kiplagat | 3000 m akadály | 8:30,76  | 6.       | 19.      |          |          |          | kiesett       | kiesett       |
| Jackson Kiprop    | Maraton        |          |          |          |          |          |          | 2:22:09       | 79.           |
| Stephen Kiprotich | Maraton        |          |          |          |          |          |          | 2:13:32       | 14.           |
| Solomon Mutai     | Maraton        |          |          |          |          |          |          | 2:11:49       | 8.            |

Női
| Versenyző       | Versenyszám    | Előfutam | Előfutam | Előfutam | Elődöntő | Elődöntő | Elődöntő | Döntő         | Döntő         |
| Versenyző       | Versenyszám    | Idő      | Hely.    | Össz.    | Idő      | Hely.    | Össz.    | Idő           | Helyezés      |
| --------------- | -------------- | -------- | -------- | -------- | -------- | -------- | -------- | ------------- | ------------- |
| Halimah Nakaayi | 800 m          | 1:59,78  | 5.       | 10.      | 2:00,63  | 6.       | 17.      | kiesett       | kiesett       |
| Winnie Nanyondo | 800 m          | 2:02,77  | 5.       | 46.      | kiesett  | kiesett  | kiesett  | kiesett       | kiesett       |
| Stella Chesang  | 5000 m         | 15:49,80 | 13.      | 25.      |          |          |          | kiesett       | kiesett       |
| Juliet Chekwel  | 5000 m         | 15:29,07 | 9.       | 17.      |          |          |          | kiesett       | kiesett       |
| Juliet Chekwel  | 10 000 m       |          |          |          |          |          |          | nem ért célba | nem ért célba |
| Peruth Chemutai | 3000 m akadály | 9:31,03  | 7.       | 17.      |          |          |          | kiesett       | kiesett       |
| Nyakisi Adero   | Maraton        |          |          |          |          |          |          | 2:42:39       | 68.           |

## Ökölvívás
Férfi
| Versenyző       | Versenyszám  | Selejtező                  | Nyolcaddöntő      | Negyeddöntő       | Elődöntő          | Döntő             | Helyezés |
| Versenyző       | Versenyszám  | Ellenfél Eredmény          | Ellenfél Eredmény | Ellenfél Eredmény | Ellenfél Eredmény | Ellenfél Eredmény | Helyezés |
| --------------- | ------------ | -------------------------- | ----------------- | ----------------- | ----------------- | ----------------- | -------- |
| Ronald Serugo   | Légsúly      | Narek Abgaryan (ARM) · 1-2 | kiesett           | kiesett           | kiesett           | kiesett           | 17.      |
| Kennedy Katende | Félnehézsúly | Joshua Buatsi (GBR) · RSC  | kiesett           | kiesett           | kiesett           | kiesett           | 17.      |

## Úszás
Férfi
| Versenyző        | Versenyszám | Előfutam | Előfutam | Előfutam | Elődöntő | Elődöntő | Elődöntő | Döntő   | Döntő    |
| Versenyző        | Versenyszám | Idő      | Hely.    | Össz.    | Idő      | Hely.    | Össz.    | Idő     | Helyezés |
| ---------------- | ----------- | -------- | -------- | -------- | -------- | -------- | -------- | ------- | -------- |
| Joshua Tibatemwa | 50 m gyors  | 25,98    | 6.       | 64.      | kiesett  | kiesett  | kiesett  | kiesett | kiesett  |

Női
| Versenyző      | Versenyszám | Előfutam | Előfutam | Előfutam | Elődöntő | Elődöntő | Elődöntő | Döntő   | Döntő    |
| Versenyző      | Versenyszám | Idő      | Hely.    | Össz.    | Idő      | Hely.    | Össz.    | Idő     | Helyezés |
| -------------- | ----------- | -------- | -------- | -------- | -------- | -------- | -------- | ------- | -------- |
| Jamila Lunkuse | 100 m mell  | 1:19,64  | 8.       | 40.      | kiesett  | kiesett  | kiesett  | kiesett | kiesett  |